# Лесное (Васильевский район)
Лесное (укр. Лісне) — село,
Луговский сельский совет,
Васильевский район,
Запорожская область,
Украина.
Население по переписи 2001 года составляло 80 человек.

## Географическое положение
Село Лесное находится в 2-х км от правого берега реки Карачекрак и в 4-х км от Каховского водохранилища.
На расстоянии в 2 км расположено село Подгорное.
Рядом проходит автомобильная дорога М-18 (E 105).

## История
- 1906 — дата основания.